# Mort de Jayland Walker
Le texte peut changer fréquemment, n’est peut-être pas à jour et peut manquer de recul. 
Le titre et la description de l'acte concerné reposent sur la qualification juridique retenue lors de la rédaction de l'article et peuvent évoluer en même temps que celle-ci.
Le 27 juin 2022, Jayland Walker, un Afro-Américain de 25 ans, a été tué lorsque, après un contrôle routier et une course-poursuite, des officiers de la police d'Akron ont tiré environ 90 balles sur lui au cours d'une poursuite à pied et d'une tentative d'arrestation,.
Walker ne portait pas d'arme lorsqu'on l’a abattu, mais une arme de poing a été retrouvée plus tard dans sa voiture et les officiers affirment que Walker a tiré un ou plusieurs coups de feu pendant la poursuite en voiture qui a précédé,,. Une douille de balle qui, selon la police, correspond à l'arme de poing retrouvée, a été trouvée dans la zone où la police affirme que Walker a tiré.

## Contexte
Vers 2 h 30 du matin le dimanche 26 juin 2022, un officier de police de New Franklin a tenté d'arrêter la voiture de Walker pour un feu arrière et une ampoule de plaque d'immatriculation cassés. Walker ne s'est pas arrêté et a conduit à des vitesses approchant les 50 mph (80 km/h) dans les rues de la ville avant de traverser la limite géographique de la ville d'Akron, endroit où l'officier poursuivant a mis fin à la poursuite qui a duré moins de trois minutes ; les officiers qui ont poursuivi et finalement tiré sur Walker le lendemain matin étaient au courant de cet incident,.

## Incident
Selon le département de la police d'Akron, vers minuit et demi le lundi 27 juin 2022, la police d'Akron, Ohio, a tenté d'arrêter Jayland Walker, un homme noir de 25 ans, pour une infraction non spécifiée au code de la route,,. Walker ne s'est pas arrêté et une poursuite s'est ensuivie,,.
Moins d'une minute après le début de la poursuite en véhicule, les officiers poursuivants ont affirmé qu'il y avait des coups de feu provenant du véhicule pendant la poursuite policière, mais l'avocat de la famille, Bobby DiCello, a émis des réserves quant à cette version des événements.
Après plusieurs minutes, Walker a quitté l'autoroute et la poursuite s'est poursuivie dans les rues de la ville. 
Finalement, la voiture de Walker a ralenti, et alors que la voiture était toujours en mouvement, Walker est sorti du côté passager, portant un masque de ski, et a couru à pied vers un parking voisin,,,. Les agents ont poursuivi Walker et, selon la police, ont tenté de l'arrêter avec un pistolet paralysant, mais sans succès,. Après avoir poursuivi Walker pendant une dizaine de secondes, huit policiers ont ouvert le feu pendant six ou sept secondes, tirant environ 90 balles. Les policiers ont déclaré qu'il semblait que Walker se tournait vers eux et qu'ils pensaient qu'il était armé et " se mettait en position de tir ".
Après la fusillade, Walker a été menotté par la police et a été retrouvé avec les mains menottées derrière le dos lorsque les ambulanciers sont arrivés sur les lieux. Selon la police, les officiers ont tenté d'administrer les premiers soins à Walker après qu'il a été abattu. Walker a été déclaré mort sur les lieux. Le médecin légiste a observé que 60 blessures par balle ont été trouvées sur le corps de Walker, avec quelques incertitudes basées sur les blessures d'entrée et de sortie,,. Aucune arme à feu n'a été trouvée sur le corps de Walker,. Le bureau du médecin légiste du comté de Summit a déclaré que sa mort était un homicide,,.

## Enquête
La police a retrouvé une arme de poing, un chargeur chargé et une apparente alliance sur le siège conducteur de la voiture de Walker,. Une douille de balle qui, selon la police, correspond à l'arme de poing retrouvée, a été trouvée dans la zone où la police affirme que Walker leur a tiré dessus,.
Les huit officiers qui ont ouvert le feu ont été mis en congé administratif conformément au protocole standard dans le cas d'une fusillade policière,,. Le Bureau d'enquête criminelle de l'Ohio dirige l'enquête sur la fusillade,.

## Vidéo de la caméra corporelle
Le dimanche 3 juillet 2022, la police a tenu une conférence de presse et a publié toutes les vidéos des caméras corporelles des huit officiers qui ont ouvert le feu, ainsi que de cinq autres officiers présents sur les lieux,,.
Pendant la conférence de presse, la police a montré des images fixes qui, selon elle, montrent un éclair de canon lorsque Walker a tiré sur eux pendant la poursuite sur l'autoroute,.
La police a également montré des images fixes qui, selon elle, montrent Walker pendant la poursuite à pied en train de tendre la main vers sa taille, de se tourner vers un officier et de faire " un mouvement vers l'avant de son bras ''.
Les images de la caméra corporelle diffusées par la police s'arrêtent au moment où la police ouvre le feu et ne montrent pas ce qui s'est passé ensuite.

## Réactions
Les autorités d'Akron ont annoncé que les célébrations du 4 juillet seraient annulées en raison de la fusillade.
La NAACP prévoit d'organiser une manifestation à Akron le 2 juillet 2022, pour correspondre à la diffusion prévue des images de la caméra corporelle.